# Thomasburg
Thomasburg är en kommun och ort i Landkreis Lüneburg i förbundslandet Niedersachsen i Tyskland.
Kommunen ingår i kommunalförbundet Samtgemeinde Ostheide tillsammans med ytterligare fem kommuner.